# Paphiopedilum fowliei
Paphiopedilum fowliei é uma espécie de orquídea (Orchidaceae) do Sudeste Asiático.